# Nolan Mbemba
Nolan Mbemba (Amiens, 19 februari 1995) is een Frans voetballer die als middenvelder speelt. Hij speelt sinds 2017 bij Stade de Reims.

## Clubcarrière
Mbemba komt uit de jeugdopleiding van Lille OSC. Die club besloot om hem tijdens het seizoen 2014/15 uit te lenen aan aan Royal Mouscron-Péruwelz. Op 15 augustus 2014 debuteerde hij in de Jupiler Pro League tegen Standard Luik, die met 5-2 gewonnen werd. Na één seizoen keerde hij terug naar Lille, waar hij eenmaal in het eerste elftal mocht aantreden (een competitiewedstrijd tegen Troyes AC). In 2016 verhuisde hij transfervrij naar het Portugese Vitória SC. Daar kwam hij voornamelijk uit voor het B-elftal, enkel in bekerwedstrijden trad hij aan met het A-elftal. Na één seizoen keerde hij dan ook terug naar Frankrijk, ditmaal tekende hij voor tweedeklasser Stade de Reims. In zijn eerste seizoen wordt hij met Reims kampioen in de Ligue 2, waarop hij naar de Ligue 1 promoveert.

## Statistieken
| Seizoen | Club               | Land               | Competitie         | Competitie | Competitie | Beker | Beker | Europees | Europees | Totaal | Totaal |
| Seizoen | Club               | Land               | Competitie         | Wed.       | Dlp.       | Wed.  | Dlp.  | Wed.     | Dlp.     | Wed.   | Dlp.   |
| ------- | ------------------ | ------------------ | ------------------ | ---------- | ---------- | ----- | ----- | -------- | -------- | ------ | ------ |
| 2014/15 | Lille OSC          | Vlag van Frankrijk | Ligue 1            | 0          | 0          | 0     | 0     | 0        | 0        | 0      | 0      |
| 2014/15 | →Mouscron-Péruwelz | Vlag van België    | Jupiler Pro League | 13         | 0          | 1     | 0     | 0        | 0        | 14     | 0      |
| 2015/16 | Lille OSC          | Vlag van Frankrijk | Ligue 1            | 1          | 0          | 0     | 0     | 0        | 0        | 1      | 0      |
| 2016/17 | Vitória SC         | Vlag van Portugal  | Primeira Liga      | 0          | 0          | 3     | 0     | 0        | 0        | 3      | 0      |
| 2017/18 | Stade de Reims     | Vlag van Frankrijk | Ligue 2            | 16         | 1          | 0     | 0     | 0        | 0        | 16     | 1      |
| 2018/19 | Stade de Reims     | Vlag van Frankrijk | Ligue 1            | 2          | 0          | 0     | 0     | 0        | 0        | 2      | 0      |
| TOTAAL  | TOTAAL             | TOTAAL             | TOTAAL             | 32         | 1          | 4     | 0     | 0        | 0        | 36     | 1      |